# 指壓
指压（日语：／ shiatsu */?）是一种由日本人浪越德治郎在20世纪推广的替代医学疗法，基于经络等传统中医概念。
没有科学证据表明指压可以预防或治愈任何疾病，但有部分证据表明指压可能会使人感到放松。尽管部分病人会觉得疼痛，指压被认为是一种总体安全的治疗方法，但其并非没有风险。有观察性研究结果显示12％至22％的患者在接受指压后报告了不良影响，还有个别案例出现了严重并发症。